# Georges Tapie
Georges Maurice Marie Tapie (* 19. Februar 1910 in Annaba, heute Algerien; † 2. Januar 1964 in Avranches) war ein französischer Ruderer.

## Biografie
Georges Tapie nahm an den Olympischen Sommerspielen 1936 in Berlin teil. Zusammen mit Marceau Fourcade startete er im Zweier mit Steuermann. Als Steuermann der beiden Athleten fungierte der zwölfjährige Noël Vandernotte. Die Crew konnte die Bronzemedaille gewinnen.